# Cheile Lucavei
Cheile Lucavei alcătuiesc o arie protejată de interes național ce corespunde categoriei a IV-a IUCN (rezervație naturală de tip mixt) situată în județul Suceava, pe teritoriul administrativ al comunei Moldova-Sulița.

## Localizare
Cheile Lucavei se află în partea nord-vestică a județului Suceava, în versantul estic al Obcinelor Mestecănișului (grupă muntoasă din Carpații Maramureșului și Bucovinei), în bazinul inferior al văii Lucavei (afluent de dreapta al râului Moldova), în partea sud-vestică a satului Moldova-Sulița.

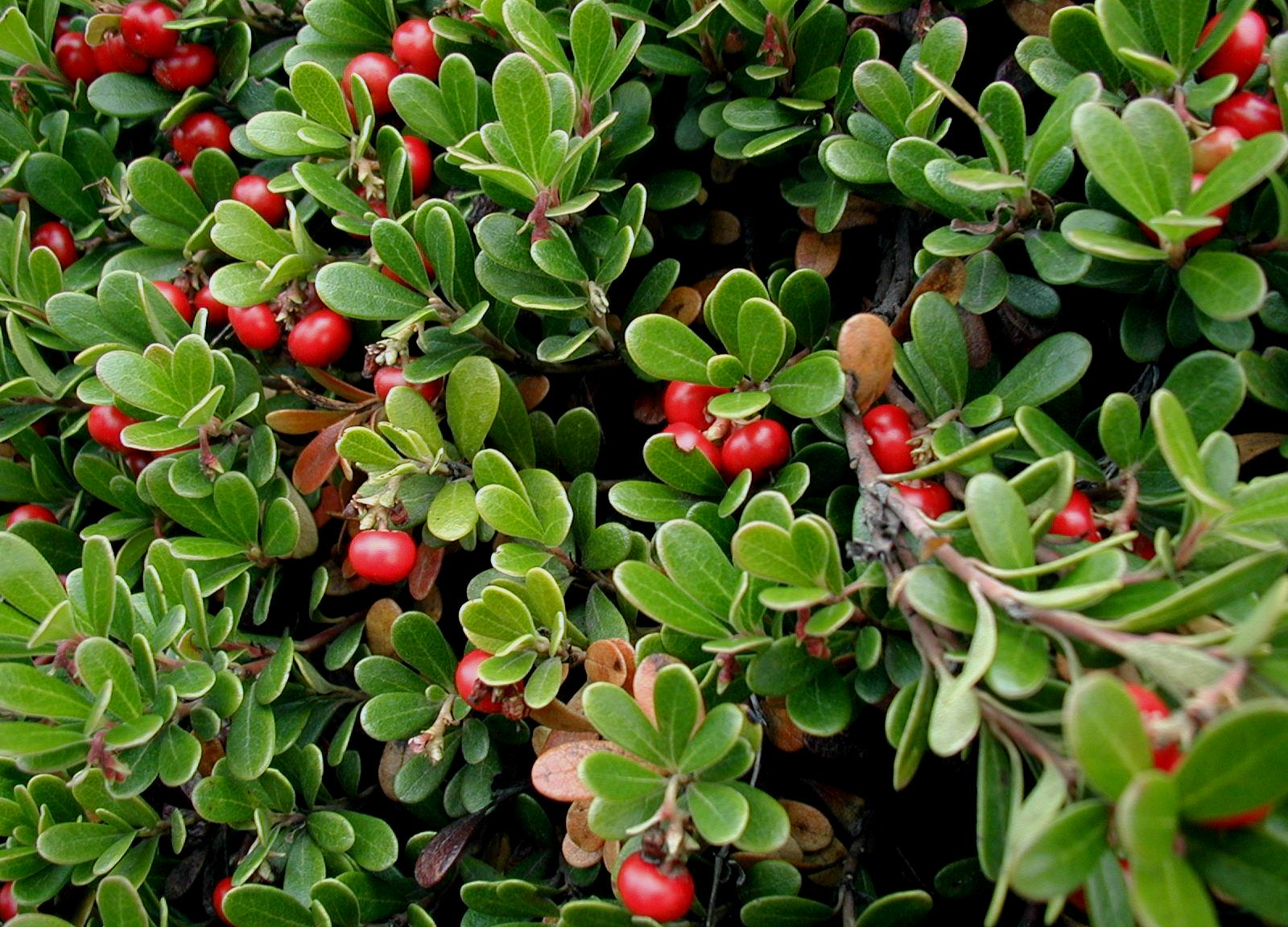
Strugurele ursului (Arctosstaphylos uva-ursi)

## Descriere
Rezervația naturală se întinsă pe o suprafață de 33 de hectare a fost declarată arie protejată prin Legea Nr.5 din 6 martie 2000 (privind aprobarea Planului de amenajare a teritoriului național - Secțiunea a III-a - zone protejate) și este suprapus de situl Natura2000 Găina - Lucina, aflat în administrația Regiei Naționale a Pădurilor - Direcția Silvică Suceava.
Aria naturală reprezintă o zonă montană (stâncării, grohotișuri, văi, păduri, pășuni, fânețe) de un deosebit interes geologic și peisagistic, cu o mare varietate de floră (strugurele ursului, floarea reginei, sângele voinicului) și  faună specifică Orientalilor. 